# Mohamed Vall Ould Bellal
 (novembre 2024).
Mohamed Vall Ould Bellal est un homme politique mauritanien, né en 1948 à Maghtaa-Lahjar.

## Biographie
Mohamed Vall Ould Bellal a été ministre des Affaires étrangères de 2003 à 2005 sous la présidence de Maaouiya Ould Sid'Ahmed Taya. 
Il est ambassadeur à Dakar puis à Doha de 2007 à 2011. Il est également député de Maghtaa-Lahjar pour deux mandats. 